# Société de transport automobile de Versailles Ouest
La Société de transport automobile de Versailles Ouest (STAVO) est une ancienne compagnie de bus privée affiliée à l'Organisation professionnelle des transports d'Île-de-France (Optile). Créée en 1934, elle est dissoute en 2024.

## Histoire

### Histoire de l'entreprise
La STAVO existe depuis 1934. Elle est devenue filiale de la société des cars Hourtoule en 1992. En janvier 2010, la société est devenue une filiale à part entière du groupe Lacroix, premier groupe de transport de voyageurs indépendant en Île-de-France. Ce dernier a renouvelé le parc, créé un nouveau dépôt et donné une nouvelle identité visuelle à la société avec un nouveau logo.
Depuis le 14 décembre 2011, la société dispose de nouveaux locaux dans la zone industrielle des Gâtines à Plaisir sur une surface de deux hectares. Les anciens bureaux étaient situés dans des préfabriqués sur un parking aux Clayes-sous-Bois. Par ailleurs, sur trente-cinq véhicules une dizaine d'entre eux ont été renouvelés ; ceux-ci offrent une meilleure insonorisation et des places plus confortables.
La société, devenue une « coquille vide » sans salarié à la suite de la perte de ses lignes dans le cadre de l'ouverture à la concurrence des autobus franciliens, est dissoute le 21 novembre 2024.

### Histoire du réseau de bus
Le 4 septembre 2012, la ligne FA est créée en reprenant une grande partie de la ligne 438.9.
Le 31 août 2015, afin d'assurer une meilleure continuité de l'offre, la desserte de Fontenay-le-Fleury est restructurée. Dans ce cadre :
- les lignes 3A, 3B et 3C sont fusionnées en une nouvelle ligne 43, incluant la desserte de nouveaux quartiers résidentiels, qui fonctionnera avec une fréquence d'un bus tous les quinze minutes aux heures de pointe et de trente minutes aux heures creuses avec une amplitude horaire du samedi améliorée ; la desserte du quartier de l'hôtel de ville, actuellement par la ligne 3A, sera désormais assurée par la ligne 40 (voir ci-dessous) ;
- la ligne 3D est renumérotée sous l'indice 51 avec un prolongement jusqu'à la gare de Saint-Quentin-en-Yvelines afin d'assurer un meilleur accès à l'offre ferrée. La fréquence en semaine est améliorée avec la création de quatre allers-retours au lieu d'un seul aux heures de pointe et de trois allers-retours aux heures creuses (soit un total de 2 allers-retours le matin, 3 l'après-midi, et 2 le soir).

À partir du 31 août 2015, afin de clarifier le réseau et les dessertes, les lignes 4401 et 4402 sont scindées en trois lignes distinctes constituées par :
- la ligne 40 reliant Fontenay-le-Fleury à la gare de Versailles-Château-Rive-Gauche avec une fréquence d'un bus toutes les quinze minutes aux heures de pointe et de trente minutes aux heures creuses et une amplitude horaire de 5 h 30 à 22 h 5 ; cette ligne permettra de relier le quartier de l'hôtel de ville à Fontenay-le-Fleury à la gare de Fontenay-le-Fleury, trajet actuellement réalisé par la ligne 3A ;
- la ligne 44 reliant Plaisir à la gare de Versailles-Château-Rive-Gauche avec une fréquence d'un bus toutes les quinze minutes aux heures de pointe  et de trente minutes aux heures creuses et une amplitude horaire de 4 h 50 à 21 h 35 ;
- la ligne 45 reliant Saint-Nom-la-Bretèche aux Clayes-sous-Bois via Chavenay avec une fréquence d'un bus toutes les quinze minutes aux heures de pointe et toutes les heures aux heures creuses et une amplitude horaire de 5 h 20 à 21 h 5.

De manière à homogénéiser le réseau, les lignes 4404 (scolaire) et 4406 sont respectivement renumérotées en 42 et 46 au 31 août 2015. Seule la ligne FA conserve son indice à deux lettres, à l'image des lignes scolaires Hourtoule.
Le 7 décembre 2015, le trajet de la ligne 51 est modifié à Bois-d'Arcy et Fontenay-le-Fleury. La ligne dessert désormais les arrêts Turpault et Hirbec à Bois-d'Arcy (trajet commun avec la ligne 50), Lamartine et Hôtel-de-Ville à Fontenay-le-Fleury (trajet commun avec la ligne 40). En conséquence, les arrêts Centre Commercial, Place de la République et Falaize-Paix à Bois-d'Arcy ne sont désormais plus desservis que par la ligne 41, l'arrêt Démènerie à Fontenay-le-Fleury ne l'est plus que par la ligne 43 et l'arrêt Beaumarchais à Fontenay-le-Fleury n'est plus desservi par aucune ligne. À cette même date, la ligne 50 dessert désormais l'arrêt Pas du Lac à Montigny-le-Bretonneux.
Le 4 janvier 2016, le trajet de la ligne 40 est modifié à Saint-Cyr-l'École. La ligne dessert désormais les arrêts Charles Renard, J.B. Lully, Le Clos St Cyr, et Docteur Vaillant. En conséquence, l'arrêt Mairie n'est désormais plus desservi que par la ligne 44. À cette même date, la ligne 45 dessert désormais l'arrêt Vergers de la Ranchère à Saint-Nom-la-Bretèche.
Des adaptations d'horaires ont lieu le 7 mars 2016 pour la ligne 50 et le 21 mars 2016 pour la ligne 43 afin de tenir compte des conditions de circulation.
Le 2 janvier 2018, à la suite de la suppression de la ligne Y Express, la ligne 51 est renforcée en semaine avec un bus toutes les trente minutes aux heures de pointe et toutes les heures aux heures creuses. Un service est créé le samedi à raison d'un bus toutes les trente minutes. À cette même date, l'itinéraire de la ligne 43 est modifié à la suite de l'arrivée de véhicules de plus grande capacité sur la ligne.
Le 3 septembre 2018, les lignes 44, 45 et 46 sont modifiées comme indiqué ci-dessous :
- la ligne 44 est prolongée jusqu'à la gare de Plaisir - Grignon et abandonne son itinéraire jusqu'à Plaisir — Valibout. Dans le sens de Versailles à Plaisir, trois courses sont ajoutées en semaine et deux le samedi permettant ainsi l'élargissement de l'amplitude horaire[8] ;
- la ligne 45 est restructurée en abandonnant son antenne vers la gare de Saint-Nom-la-Bretèche - Forêt de Marly. Une nouvelle antenne est créée vers Villepreux — Village afin de mieux desservir Villepreux. Ainsi, le quartier des Hauts-du-Moulin est desservi grâce à l'arrêt Gymnase. Le terminus de la gare de Villepreux - Les Clayes est reporté à la gare routière nord[9] ;
- la ligne 46 est supprimée et reprise par une modification d'itinéraire de la ligne 45[10].

Le 6 juillet 2020, les lignes 40 et 44 sont prolongées jusqu'à Gare routière de Versailles-Chantiers.
Le 7 mars 2022, afin de mieux desservir le quartier des Hauts-du-Moulin à Villepreux, deux nouveaux arrêts sont créés sur la ligne 45 (Thomas Pesquet et Vaugirard).
Le 1er janvier 2023, les lignes 42, 44 et 45 rejoignent le réseau de bus de Saint-Quentin-en-Yvelines dans le cadre de l'ouverture à la concurrence des autobus franciliens.
Le 1er août 2023, les lignes 40, 43 et 51 rejoignent le réseau de bus Grand Versailles dans le cadre de l'ouverture à la concurrence des autobus franciliens.
Le 1er janvier 2024 la ligne FA rejoint à son tour le réseau de bus Centre et Sud Yvelines.

## Galerie de photographies

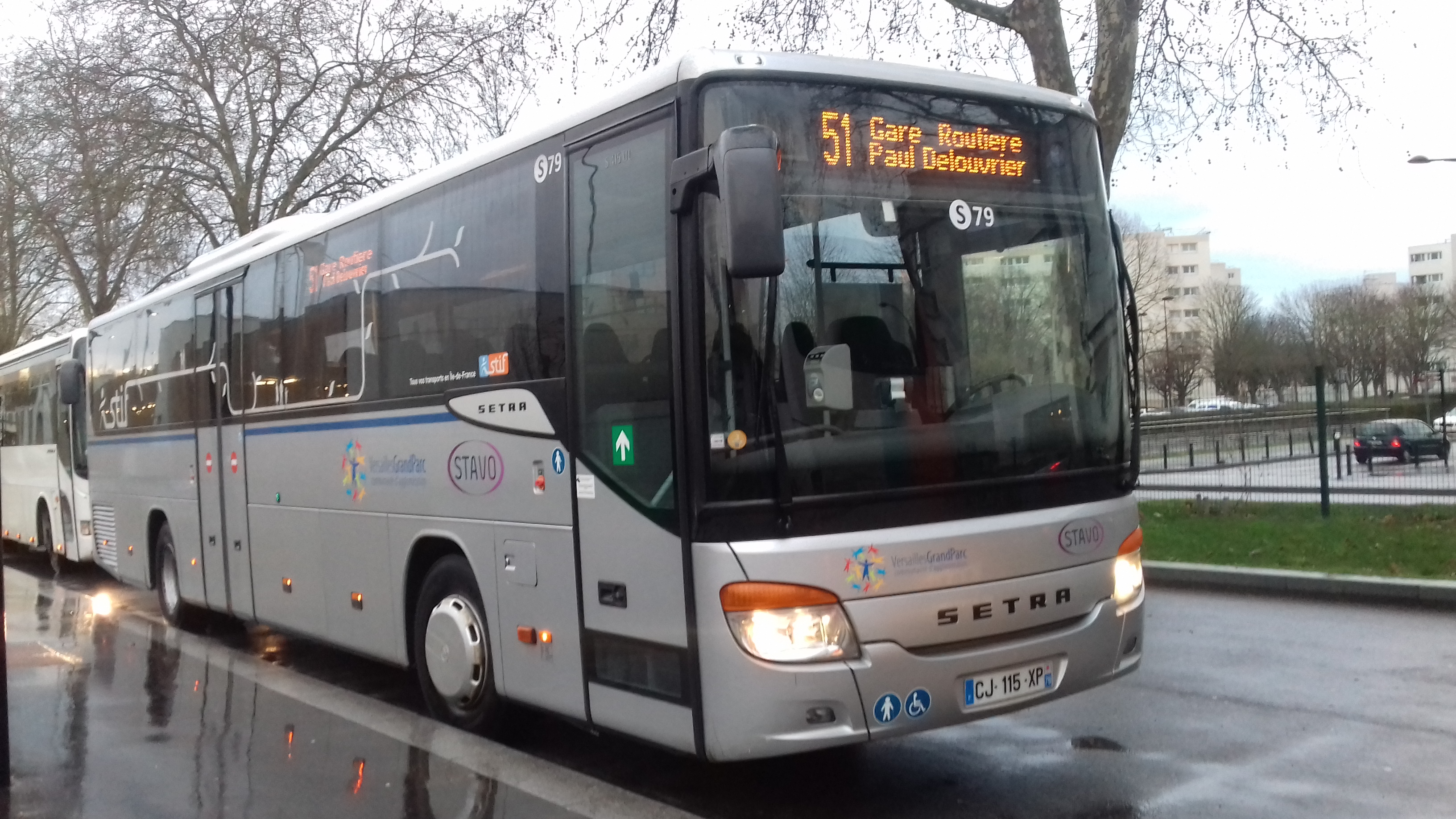
Setra S 415 UL n°S79 du réseau Versailles grand parc sur la ligne 51 en gare routière de Montigny-le-Bretonneux.
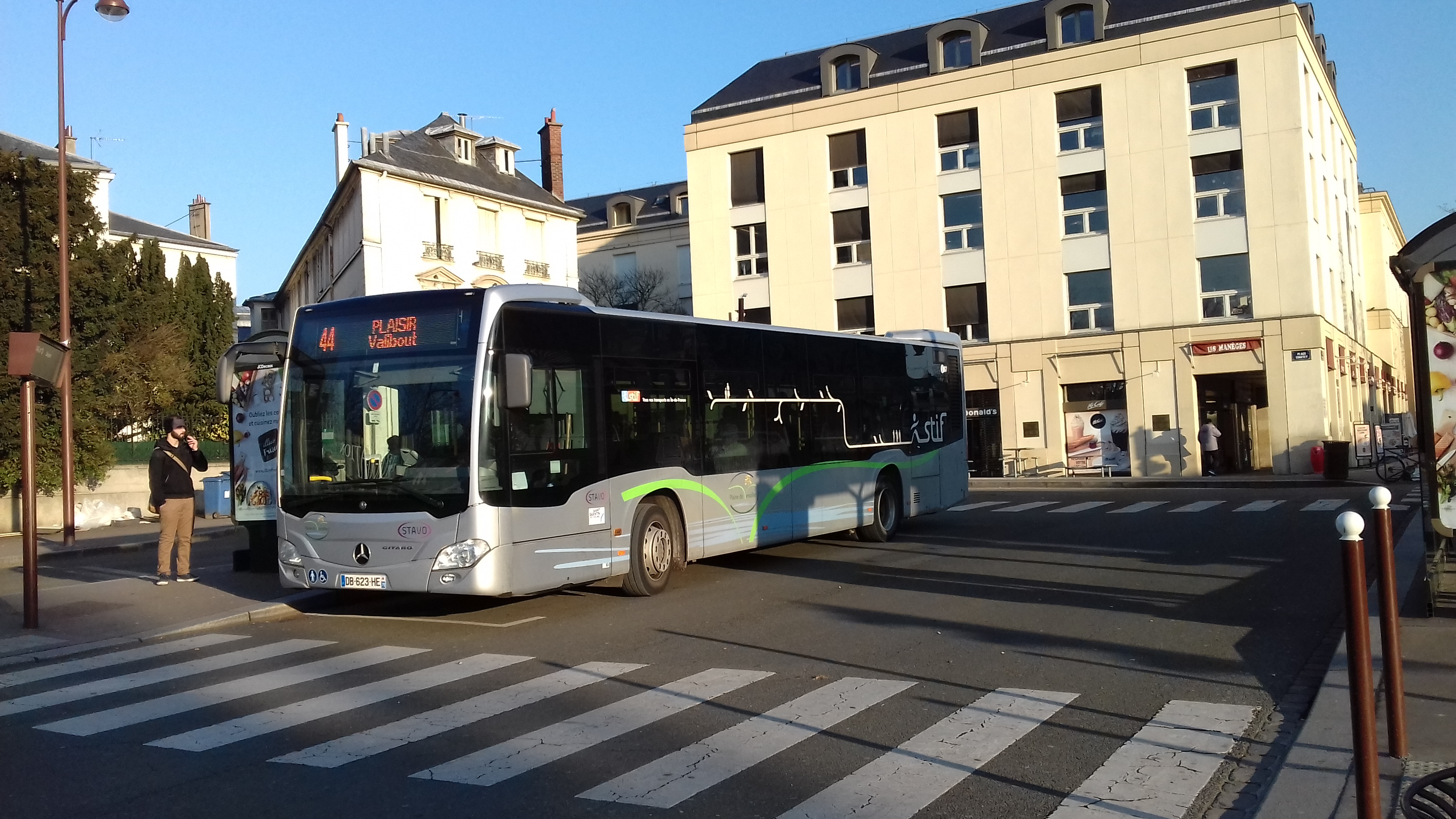
Mercedes Citaro C2 n°S87 du réseau Plaine de Versailles sur la ligne 44 à Versailles.
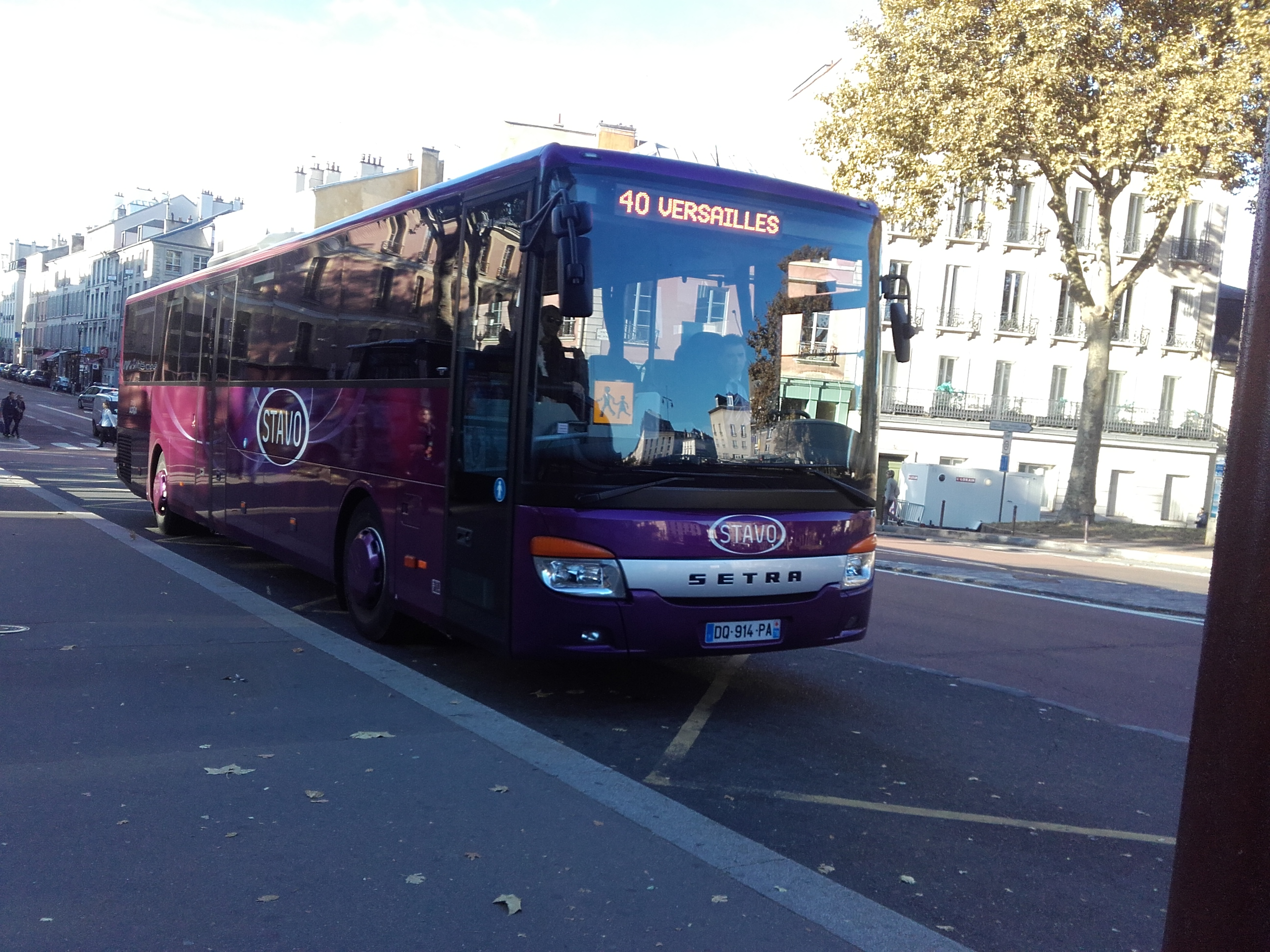
Setra S 416 UL Business n°S93 exceptionnellement sur la ligne 40 à Versailles.
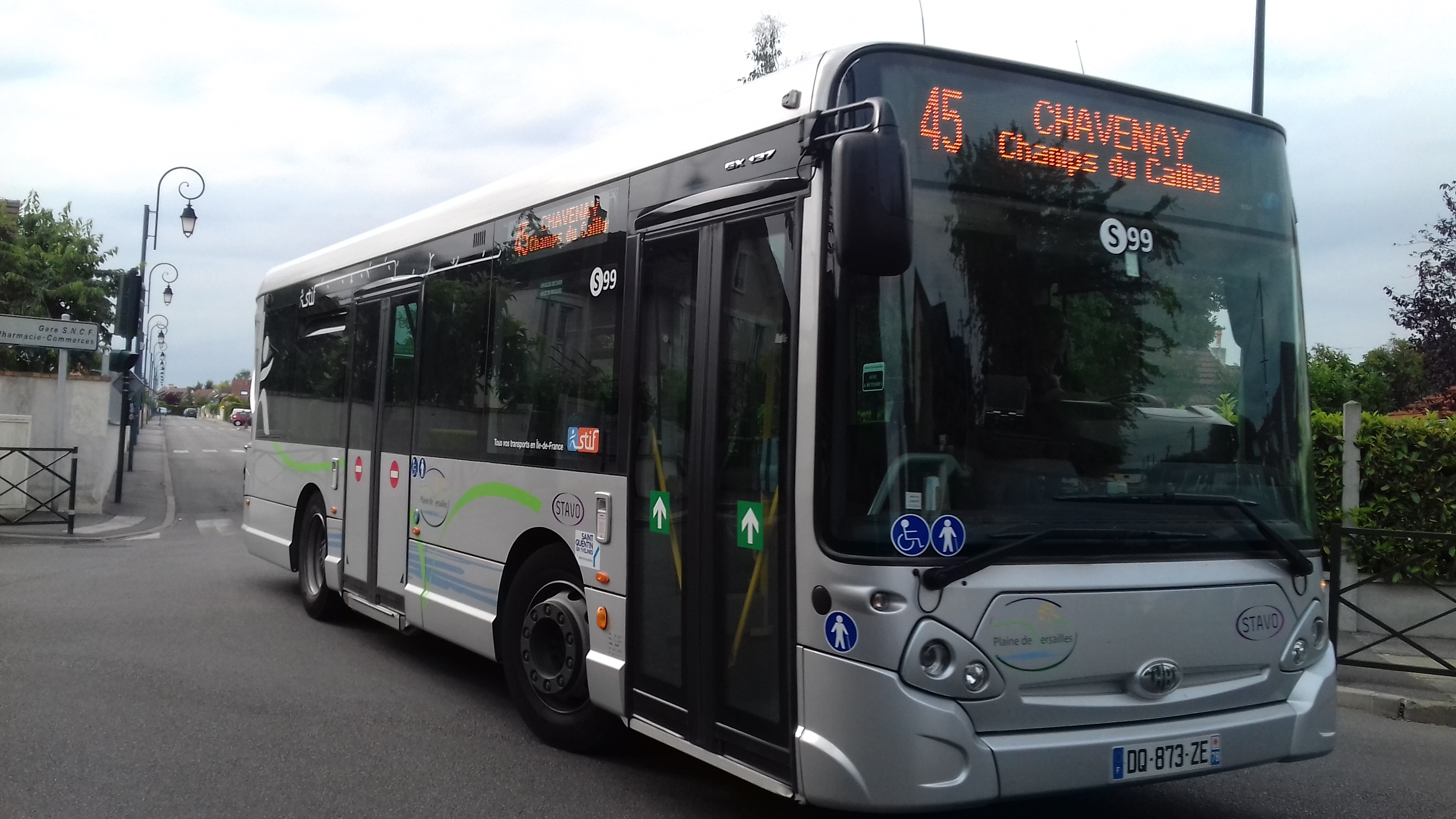
Heuliez GX 137 n°S99 du réseau Plaine de Versailles sur la ligne 45 aux Clayes-sous-Bois.

## Identité visuelle

Ancien logo de la STAVO jusqu'en janvier 2010
Logo de la STAVO depuis janvier 2010